# Agave brevipetala
Agave brevipetala ist eine Pflanzenart aus der Gattung der Agaven (Agave).

## Beschreibung

### Vegetative Merkmale
Agave brevipetala wächst stammlos mit einzelnen Rosetten. Ihre grünen, ziemlich trüben Laubblätter sind breit lanzettlich. Ihre Blattspreite ist 100 Zentimeter lang. Am fast geraden Blattrand befinden sich 5 bis 10 Millimeter lange Randzähne, die 10 bis 15 Millimeter voneinander entfernt stehen. Sie sind jedoch nahe der Blattspitze und zur Blattbasis hin kleiner. Die breit dreieckigen, glänzend kastanienbraunen Randzähne sind unterschiedlich gebogen. Sie entspringen einer linsenförmigen Basis. Die Randzähne in der Blattmitte umfassen grüne, randliche Erhebungen. Der ziemlich glänzend kastanienbraune, glatte Enddorn ist fast stielrund. Er besitzt eine schmale Furche mit einwärts gebogenen Rändern. Der Enddorn ist 20 bis 25 Millimeter lang, 6 Millimeter breit, auf einer Länge von etwa 10 Zentimetern herablaufend und mit den kleineren oberen Randzähnen verbunden. 

### Blütenstände und Blüten
Der „rispige“ Blütenstand trägt keine Bulbillen. Die Teilblütenstände sind an ihren Spitzen dicht gebüschelt blütig. Die Blüten sind etwa 35 Millimeter lang und stehen an etwa 5 Millimeter langen Blütenstielen. Die Farbe ihrer Perigonblätter ist nicht bekannt. Die Zipfel sind 10 Millimeter lang. Der dicke, längliche Fruchtknoten ist mit 20 Millimeter Länge länger als die Perigonblätter.

### Früchte und Samen
Über die Früchte und Samen ist nichts bekannt.

## Systematik und Verbreitung
Agave brevipetala ist auf Hispaniola in Haiti auf dem Morne Cabaio verbreitet.
Die Erstbeschreibung durch William Trelease wurde 1927 veröffentlicht.

## Nachweise